# Југославија на избору за Песму Евровизије 1967.
Југославија је учествовала на Песми Евровизије 1967, одржаној у Бечу, Аустрија.

### Југовизија 1967. године
Југословенско национално финале одржано је 19. фебруара у Студију РТВ Љубљана у Љубљани, а водио га је Томаж Терчек.  У финалу је било 15 песама са пет поднационалних јавних емитера; РТВ Љубљана, РТВ Загреб, РТВ Београд, РТВ Сарајево и РТВ Скопље. Победник је изабран гласовима стручног жирија, по једног жирија из сваког од поднационалних јавних емитера ЈРТ-а.  Победничка песма је „Все роже света“ у извођењу словеначког певача Лада Лесковара, коју је компоновао Урбан Кодер, а написао Милан Линдич. 
| Драв | Броадцастер  | Уметник                         | Сонг                     | Бодова | Место |
| ---- | ------------ | ------------------------------- | ------------------------ | ------ | ----- |
| 1    | РТВ Скопје   | Зафир Хаџиманов                 | "Ноћу ме остављаш"       | 0      | 12    |
| 2    | РТВ Загреб   | Милан Бачић                     | "Мени недостајеш ти"     | 1      | 9     |
| 3    | РТВ Сарајево | Даворин Поповић и Индекси       | "Пружам руке"            | 5      | 5     |
| 4    | РТВ Београд  | Златко Голубовић                | "Сам"                    | 0      | 12    |
| 5    | РТВ Љубљана  | Аленка Пинтерич                 | "Тује место"             | 6      | 4     |
| 6    | РТВ Скопје   | Зоран Милосављевић              | "Глас са планине"        | 5      | 5     |
| 7    | РТВ Загреб   | Зденка Вучковић и Ивица Шерфези | "Мален је свијет"        | 15     | 3     |
| 8    | РТВ Сарајево | Драган Стојнић                  | "За ноћ или дан"         | 0      | 12    |
| 9    | РТВ Београд  | Нада Кнежевић                   | "Сувишан поглед"         | 3      | 7     |
| 10   | РТВ Љубљана  | Ладо Лесковар                   | "Все роже света"         | 25     | 1     |
| 11   | РТВ Скопје   | Диме Поповски                   | "Када певам, када волим" | 0      | 12    |
| 12   | РТВ Загреб   | Зафир Хаџиманов                 | "Дођи ноћас"             | 3      | 7     |
| 13   | РТВ Сарајево | Кемал Монтено                   | "Ти си отишла"           | 16     | 2     |
| 14   | РТВ Београд  | Зафир Хаџиманов                 | "Цео свет је другачији"  | 1      | 9     |
| 15   | РТВ Љубљана  | Марјана Держај                  | "Небо на длани"          | 1      | 9     |

## На Евровизији
Владимир "Ладо" Лесковар је добио 7 поена, заузевши 8. место у 17 такмичарских земаља. 